# 17830 Andreajurgens
17830 Andreajurgens è un asteroide della fascia principale. Scoperto nel 1998, presenta un'orbita caratterizzata da un semiasse maggiore pari a 2,867875 UA e da un'eccentricità di 0,028866, inclinata di 3,129618° rispetto all'eclittica.